# 한나 베즈소노바
한나 볼로디미리우나 베즈소노바(우크라이나어: Га́нна Володи́мирівна Безсо́нова, 1984년 7월 29일~)는 우크라이나의 전직 리듬 체조 선수이다. 베즈소노바는 자신의 세대에서 가장 많은 메달을 받은 리듬 체조 선수 가운데 한 명이다. 베즈소노바는 2004년 아테네 하계 올림픽, 2008년 베이징 하계 올림픽에서 리듬 체조 개인종합 동메달을 획득했으며 세계 리듬 체조 선수권 대회에서 개인종합 메달 5개(2007년 금메달, 2003년·2005년 은메달, 2001년·2009년 동메달), 유럽 리듬 체조 선수권 대회에서 개인종합 메달 4개(2004년·2008년 은메달, 2002년·2006년 동메달)를 획득했다. 베즈소노바는 리듬 체조 그랑프리 파이널에서 개인종합 메달 4개(2003년 금메달, 2002년·2005년 은메달, 2004년 동메달)를 획득했다.

## 경력
베즈소노바는 5세 시절에 리듬체조를 시작했다. 베즈소노바의 어머니는 자신의 딸이 발레 무대에 서는 것을 선호했지만 베즈소노바는 리듬 체조를 하기로 결정했다. 베즈소노바는 키이우에 위치한 데류히나 스쿨에서 알비나 데류히나와 그의 딸인 이리나 데류히나의 지도를 받았다.
베즈소노바는 일본 오사카에서 열린 1999년 세계 체조 선수권 대회에 참가한 우크라이나 리듬 체조 국가대표팀의 최연소 선수였는데 베즈소노바의 연기에 감명을 받은 리듬 체조 전문가들은 베즈소노바를 미래의 최고 체조 선수라고 평가했다. 베즈소노바는 스페인 마드리드에서 열린 2001년 세계 육상 선수권 대회 리듬 체조 개인종합에 참가했다. 러시아의 알리나 카바예바와 동료 선수인 이리나 차치나는 원래 해당 종목에서 금메달과 은메달을 각각 획득했으나 2001년 굿윌 게임에서 금지 약물로 지정된 이뇨제 가운데 하나인 푸로세미드 양성 반응을 보인 사실이 확인되면서 메달을 박탈당했다. 이에 따라 동메달을 획득했던 우크라이나의 타마라 예로페예바가 금메달을, 4위를 차지했던 불가리아의 시모나 페이체바가 은메달을 각각 승계받았고 5위를 차지했던 베즈소노바도 동메달을 승계받았다.
베즈소노바는 2002년 3월에 프랑스 파리 디즈니랜드 스타디움에서 열린 리듬 체조 대회에서 금지 약물로 지정된 흥분제 가운데 하나인 노레페드린(페닐프로판올아민) 양성 반응으로 인하여 2개월 동안 출전 정지를 당했다. 베즈소노바는 잠깐 동안 우크라이나 리듬 체조 국가대표팀의 일원으로 활동했다. 베즈소노바가 속한 우크라이나 리듬 체조 국가대표팀은 미국 뉴올리언스에 열린 2002년 세계 리듬 체조 선수권 대회에 5리본 종목에서 금메달을 획득했다. 베즈소노바는 2002년 11월에 슈투트가르트에서 열린 2002년 FIG 월드컵 파이널에서 후프, 줄, 곤봉 부문에서 금메달을 획득했다. 베즈소노바는 18세 시절에 우크라이나 리듬 체조 국가대표팀의 리더가 되었다.
베즈소노바는 2003년에 헝가리 부다페스트에서 열린 세계 리듬 체조 선수권 대회에 참가했다. 후프 종목에서는 러시아의 알리나 카바에바를 근소한 차이로 누르고 금메달을 획득했으며 곤봉 종목에서는 러시아의 이리나 차치나를 누르고 금메달을 획득했다. 베즈소노바는 개인종합 종목에서 금메달에 매우 가까웠으나 공 루틴 도중에 공을 떨어뜨리는 실수를 범하면서 러시아의 알리나 카바예바에 이어 은메달을 획득했다. 베즈소노바는 2003년에 독일 리자에서 열린 유럽 리듬 체조 선수권 대회에서 후프, 곤봉, 리본 종목 금메달을 획득했다. 베즈소노바는 우크라이나 키이우에서 열린 2003년 데류히나컵 그랑프리에서 후프, 볼, 리본 종목 우승을 차지했고 대한민국 대구에서 열린 2003년 하계 유니버시아드에서는 리본 종목 금메달을 획득했다.
베즈소노바는 우크라이나 키이우에서 열린 2004년 유럽 리듬 체조 선수권 대회에서 개인종합, 단체전 은메달을 획득했다. 2004년 아테네 하계 올림픽에서는 러시아의 알리나 카바예바(금메달), 알리나 차치나(은메달)에 이어 개인종합 동메달을 획득했다. 베즈소노바는 아제르바이잔 바쿠에서 열린 2005년 세계 리듬 체조 선수권 대회에서 개인종합, 로프, 공, 곤봉, 리본 종목에서 은메달 6개를 획득했다. 베즈소노바는 터키 이즈미르에서 열린 2005년 하계 유니버시아드에서 개인종합, 줄, 공, 곤봉 종목에서 금메달 4개를 획득했다. 베즈소노바는 러시아 모스크바에서 열린 2006년 유럽 리듬 체조 선수권 대회에서 개인종합 동메달을 획득했다.
베즈소노바는 2007년에 열린 다수의 리듬 체조 그랑프리 대회와 월드컵 시리즈에 참가했다. 이 해는 또한 러시아의 신예 리듬 체조 선수인 예브게니야 카나예바의 등장과 함께 베즈소노바에게 새로운 도전의 시작으로 여겨졌다. 베즈소노바는 2007년 코르베유-에손 리듬 체조 월드컵에서 예브게니야 카나예바에 이어 은메달을 획득했다. 베즈소노바는 태국 방콕에서 열린 2007년 하계 유니버시아드에 참가하여 개인종합, 줄, 후프, 곤봉, 리본 종목에서 러시아의 베라 세시나, 올가 카프라노바를 누르고 금메달을 모두 획득했고 그리스 파트라에서 열린 2007년 세계 리듬 체조 선수권 대회에서도 러시아의 베라 세시나, 올가 카프라노바를 누르고 개인 종목 금메달을 획득했다.
베즈소노바는 2008년에 열린 LA 라이트, 데류히나컵, 미스 밸런타인 대회에서 개인종합 금메달을 획득했고 이탈리아 토리노에서 열린 유럽 리듬 체조 선수권 대회에서 러시아의 리듬 체조 스타인 예브게니야 카나예바에 이어 개인종합 은메달을 획득했다. 베즈소노바는 2008년에 열린 리듬 체조 월드컵에서 15개의 메달을 획득했다. 베즈소노바는 2008년 베이징 하계 올림픽에서 러시아의 예브게니야 카나예바(금메달), 벨라루스의 인나 주코바(은메달)에 이어 리듬 체조 개인종합 동메달을 획득했다.
베즈소노바는 2009년에 우크라이나 키이우에서 열린 리듬 체조 월드컵과 데류히나컵 그랑프리에서 개인종합 우승을 차지했으며 일본 미에에서 열린 2009년 세계 리듬 체조 선수권 대회에서는 러시아의 예브게니야 카나예바, 다리야 콘다코바에 이어 개인종합 동메달을 획득했다. 베즈소노바는 세르비아 베오그라드에서 열린 2009년 하계 유니버시아드에서 러시아의 예브게니야 카나예바에 이어 개인종합, 줄, 볼, 리본 종목 은메달을 획득했다. 베즈소노바는 우크라이나 키이우에서 열린 2010년 데류히나컵 그랑프리에서 선수 생활을 마쳤다.

## 그 외의 활동
베즈소노바는 리듬 체조 선수 생활을 마친 이후에 우크라이나의 여러 텔레비전 프로젝트에 출연했다. 또한 폴란드와 우크라이나에서 공동 개최된 UEFA 유로 2012에서는 우크라이나 스포츠 텔레비전 채널에서 방송 진행자, 해설자, 특별 특파원으로 활동했다.
베즈소노바는 2009년에 우크라이나에서 방송된 텔레비전 경연 프로그램인 《댄싱 포 유》에 출연하여 올렉산드르 레셴코와 함께 우승을 차지했다. 베즈소노바는 잡지 《핑크》 우크라이나판의 편집장으로 활동하기도 했다. 베즈소노바는 또한 우크라이나의 젊은이들 사이에서 스포츠와 건강한 생활 방식의 적극적인 홍보자로 알려져 있다. 베즈소노바는 우크라이나에서 진행된 수많은 자선 프로젝트에 참여했다.

## 개인사
한나 베즈소노바는 디나모 키이우에서 활동했던 전직 축구 선수인 볼로디미르 베즈소노우의 딸이기도 하다. 한나 베즈소노바의 어머니인 빅토리야 베즈소노바는 세계 리듬 체조 선수권 대회에서 2차례 우승을 차지한 리듬 체조 선수이다. 빅토리야 베즈소노바는 자신의 딸에게 리듬 체조를 소개했다고 한다.
베즈소노바는 은퇴 이후에 데류히나 스쿨에서 여학생들의 코치를 맡았다. 베즈소노바의 제자 가운데에는 우크라이나의 리듬 체조 선수인 예바 멜레슈크도 있다. 베즈소노바는 2017년에 미국으로 건너가 플로리다주에서 소녀들의 코치를 맡았다.